# Stoina
Stoina là một xã thuộc hạt Gorj, România. Dân số thời điểm năm 2002 là 2832 người.